# Ferroniobium
Le ferroniobium est un ferroalliage de fer et niobium avec une proportion de 60 à 70 % de niobium. C'est la principale source pour l'alliage de niobium aux aciers HSLA (en) et assure plus de 80 % de la production mondiale de niobium.  Le niobium est extrait des dépôts de pyrochlore, (Na,Ca)2Nb2O6(OH,F) et est ensuite transformé en pentoxyde de niobium Nb2O5. Cet oxyde est mélangé avec de l'oxyde de fer(III), de l'aluminium et de la fluorite ou de la chaux est réduit en niobium et fer dans une réaction aluminothermique atteignant de l'ordre de 2 400 °C. Les deux métaux peuvent être purifiés dans un four à faisceau d'électrons (en) ou l'alliage peut être utilisé tel quel. Pour l'alliage avec de l'acier, le ferroniobium est ajouté à l'acier fondu avant la coulée. Les plus grands producteurs de ferroniobium sont les mêmes que pour le niobium et sont situés au Brésil et au Canada. 